# Футбол на летней Универсиаде 2017
Соревнования по футболу на XXIX летней Универсиаде в Тайбэе прошли с 18 по 29 августа 2017 года. Были разыграны 2 комплекта наград. В соревнованиях приняли участие 29 команд (16 у мужчин и 13 у женщин).

## Результаты

### Таблица медалей
| Место | Страна   | Золото | Серебро | Бронза | Всего |
| ----- | -------- | ------ | ------- | ------ | ----- |
| 1     | Япония   | 1      | 1       | 0      | 2     |
| 2     | Бразилия | 1      | 0       | 0      | 1     |
| 3     | Франция  | 0      | 1       | 0      | 1     |
| 4-5   | Мексика  | 0      | 0       | 1      | 2     |
| 4-5   | Россия   | 0      | 0       | 1      | 2     |
| Всего | Всего    | 2      | 2       | 2      | 6     |

## Участники

### Мужчины
| Группа А | Группа В | Группа С | Группа D    |
| -------- | -------- | -------- | ----------- |
| Ирландия | Канада   | Бразилия | Аргентина   |
| Мексика  | Малайзия | Италия   | Украина     |
| Тайвань  | Уругвай  | Россия   | ЮАР         |
| Франция  | Япония   | США      | Южная Корея |

### Женщины
| Группа А    | Группа В | Группа С | Группа D       |
| ----------- | -------- | -------- | -------------- |
| Аргентина   | Ирландия | Бразилия | Великобритания |
| США         | Канада   | Колумбия | Россия         |
| Тайвань     | Мексика  | Япония   | ЮАР            |
| Южная Корея |          |          |                |